# New Romney
New Romney è un paese di 6 953 abitanti della contea del Kent, in Inghilterra.